# The Way of the World (film, 1916)
Pour les articles homonymes, voir The Way of the World.
Pour plus de détails, voir Fiche technique et Distribution.
The Way of the World est un film muet américain réalisé par Lloyd B. Carleton et sorti en 1916.

## Fiche technique
- Réalisation : Lloyd B. Carleton
- Scénario : F. McGrew Willis, d'après la pièce de Clyde Fitch
- Production : Universal Film Manufacturing Company
- Date de sortie : 
  - États-Unis : 3 juillet 1916

## Distribution
- Hobart Bosworth : John Nevill
- Dorothy Davenport : Beatrice Farley
- Emory Johnson : Walter Croyden
- Adele Farrington : Mrs Lake
- Jack Curtis : Peter Sturton
- C. Norman Hammond : Mr Lake
- Gretchen Lederer : Mrs Nevill
- Herbert Barrington : Mr Van Norman